# Ben Haveman
Ben Haveman (1942) is een voormalig Nederlands journalist en schrijver.

## Journalistiek
Haveman was lange tijd werkzaam voor de Volkskrant. Hij publiceerde ook in de VPRO Gids.

## Werk
Zijn interviews en artikelen vielen op door een vaak humoristische en melancholieke toon, maar vooral door zijn oog voor details. Zijn werk werd onder andere onderscheiden met de Prijs voor de Dagbladjournalistiek (1977). 
Zijn debuutroman Alles voor de dakgoot deed stof opwaaien vanwege een vermeende afrekening in het journalistieke métier. In dit even hilarische als hartverscheurende en spannende boek is relatie het allesoverheersende sleutelwoord: tegen een mediterraan, maar vooral Berlijns decor. Het eindigt als een Grieks drama. Op de vlucht voor (of juist op zoek naar) het onverwerkt verleden, lijkt de hoofdpersoon het noodlot over zich af te roepen.